# لوک فریدن
لوک فریدن (تلفظ در لوکزامبورگی: [luk ˈfʀi.dən] ; متولد ۱۶ سپتامبر ۱۹۶۳) سیاستمدار و وکیل اهل لوکزامبورگ است که از نوامبر سال ۲۰۲۳ به عنوان بیست و پنجمین نخست‌وزیر لوکزامبورگ خدمت می‌کند. او که یکی از اعضای حزب مردم سوسیال مسیحی (CSV) بود، در بین سال‌های ۱۹۹۸ تا ۲۰۱۳ در سمت‌های کابینه متعددی را در دولت لوگزامبورگ جایگاه داشت، به‌ویژه به‌عنوان وزیر خزانه‌داری و بودجه در دوران گذار از فرانک به یورو و به عنوان وزیر دارایی در طول بحران بدهی اروپا. فریدن رئیس اتاق بازرگانی لوگزامبورگ و Eurochambres، فدراسیون تجاری اتاق‌های بازرگانی و صنعت اروپا بود.
در اوایل سال ۲۰۲۳، او به عنوان نامزد اصلی CSV برای انتخابات عمومی در ماه اکتبر انتخاب شد. او حزب خود را به پیروزی رساند، سهم آرای خود را اندکی افزایش داد و ۲۱ کرسی خود را حفظ کرد، در حالی که دولت فعلی بتل دوم اکثریت خود را به دلیل افول سبزها از دست داد. در نتیجه، در ۹ اکتبر ۲۰۲۳، او توسط دوک بزرگ هنری برای تشکیل یک دولت ائتلافی جدید منصوب شد و در ۱۷ نوامبر جانشین اگزاویه بتل به عنوان نخست‌وزیر شد، جایی که بتل معاون نخست‌وزیر و وزیر امور خارجه شد.

## پیشینه
فریدن دبیرستان را در آتنه لوکزامبورگ به پایان رساند و پس از آن تحصیلات دانشگاهی بین‌المللی را در فرانسه، بریتانیا و ایالات متحده دریافت کرد. او در رشته حقوق تجارت از دانشگاه پاریس ۱ پانتهئون سوربن فارغ‌التحصیل شد. او مدرک کارشناسی ارشد حقوق تطبیقی را از کالج کوئینز، کمبریج و کارشناسی ارشد حقوق دیگر را از دانشکده حقوق هاروارد دریافت کرد.
او علاوه بر زبان لوگزامبورگی به زبان‌های زبان انگلیسی، آلمانی و فرانسوی به صورت روان صحبت می‌کند و به زبان هلندی، زبان مادری همسرش نیز آشنایی دارد.

## اتاق نمایندگان (۱۹۹۴–۱۹۹۸)
در سال ۱۹۹۴ فریدن به عضویت اتاق نمایندگان لوکزامبورگ برای دموکرات‌های مسیحی (CSV - EPP) انتخاب شد و در سن سی سالگی جوان‌ترین عضو مجلس در آن زمان شد. زمانی که او در پارلمان بود، ریاست کمیته مالی و همچنین کمیته قانون اساسی را بر عهده داشت و در فرآیندی که منجر به تأسیس دادگاه قانون اساسی و دادگاه‌های اداری مستقل در لوکزامبورگ شد، یک چهره پیشرو بود.

## وزارت (۱۹۹۸–۲۰۱۳)
در سال ۱۹۹۸، او در سن سی و چهار سالگی وزیر دادگستری در دولت به رهبری نخست‌وزیر ژان کلود یونکر شد. وی همچنین از سال ۱۹۸۸ تا ۲۰۰۹ به عنوان وزیر خزانه داری و بودجه، از سال ۲۰۰۴ تا ۲۰۰۶ وزیر دفاع و از سال ۲۰۰۹ تا ۲۰۱۳ وزیر دارایی بود.
فریدن در مقام وزیر خزانه داری و بودجه، مسئول معرفی موفقیت‌آمیز یورو به عنوان جایگزین فرانک لوگزامبورگ بود. در دوران ریاست لوکزامبورگ بر شورای اتحادیه اروپا در سال ۲۰۰۵، ریاست شورای وزیران دادگستری و امور داخلی اروپا (JHA) را بر عهده داشت. او به عنوان وزیر دارایی کشورش را در شورای وزیران امور اقتصادی و دارایی اروپا (ECOFIN) و همچنین در گروه یورو نمایندگی کرد و در تثبیت منطقه یورو و شکل‌دادن به اتحادیه بانکی اروپا شرکت کرد. فریدن به مدت پانزده سال به عنوان رئیس بانک جهانی خدمت کرد و در سال ۲۰۱۳ به عنوان رئیس شورای حکام صندوق بین‌المللی پول و گروه بانک جهانی فعالیت کرد.

## شغل در بخش خصوصی (۲۰۱۴–۲۰۲۳)
فریدن در سپتامبر سال ۲۰۱۴ به عنوان نایب رئیس به دویچه بانک پیوست. او مستقر در لندن به هیئت مدیره و مدیریت ارشد در مورد جنبه‌های استراتژیک مرتبط با امور بین‌المللی و اروپایی مشاوره می‌داد. او همچنین به عنوان رئیس هیئت نظارت دویچه بانک لوکزامبورگ خدمت کرد. او در اوایل ۲۰۱۶ دویچه بانک را ترک کرد.
فریدن از ۲۰۱۶ با شرکت حقوقی الوینگر هوس پروسن لوکزامبورگ شریک بوده است. او بین سال‌های ۲۰۱۹ تا ۲۰۲۳ رئیس اتاق بازرگانی لوکزامبورگ نیز بود. در سال ۲۰۲۲، او همچنین ریاست Eurochambres، فدراسیون تجاری اتاق‌های بازرگانی و صنعت اروپا را بر عهده گرفت.

## لیگ برتر (۲۰۲۳–اکنون)

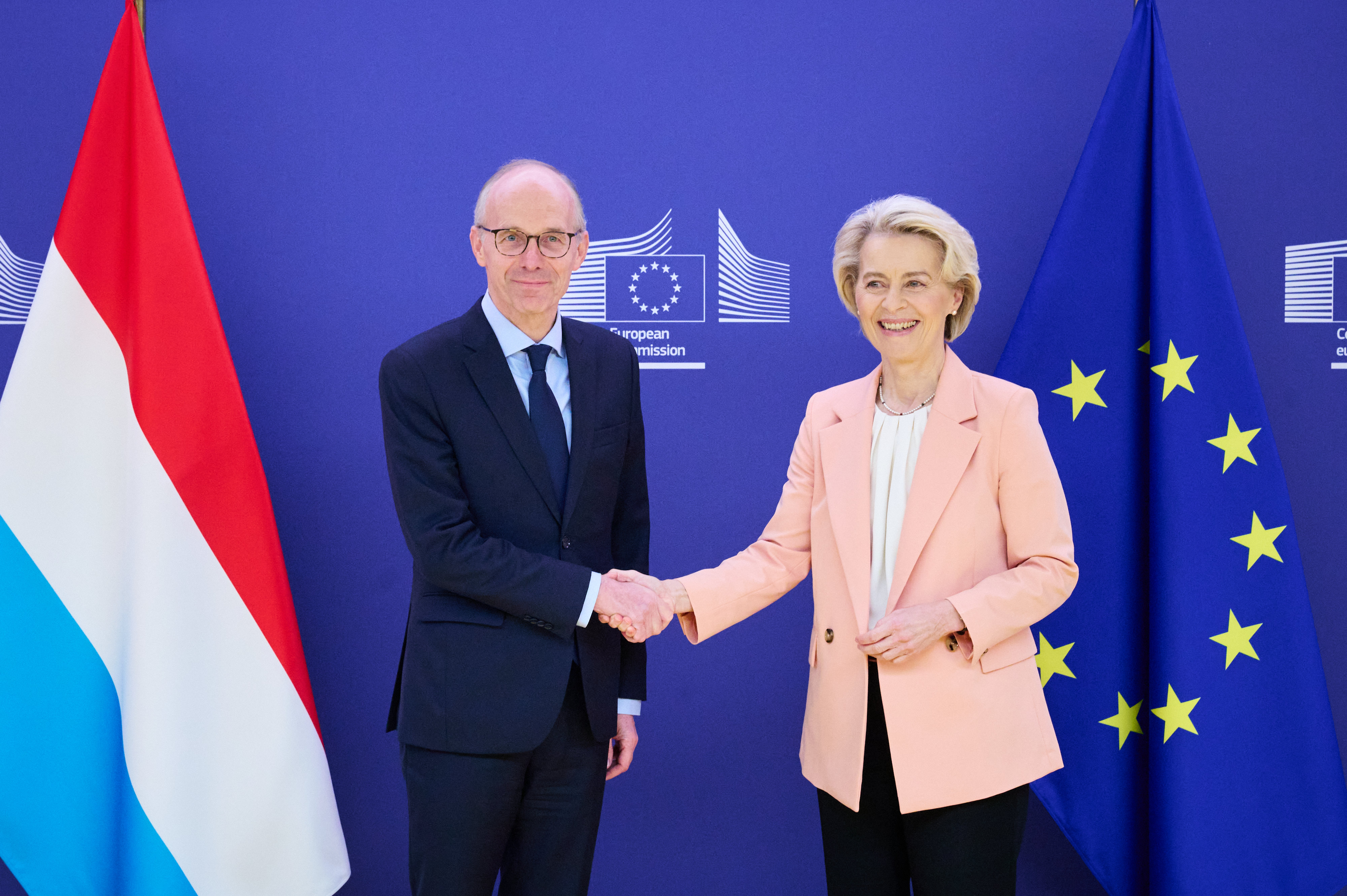
فریدن در دیدار با رئیس کمیسیون اروپا اورسولا فون در لاین در دسامبر سال ۲۰۲۳

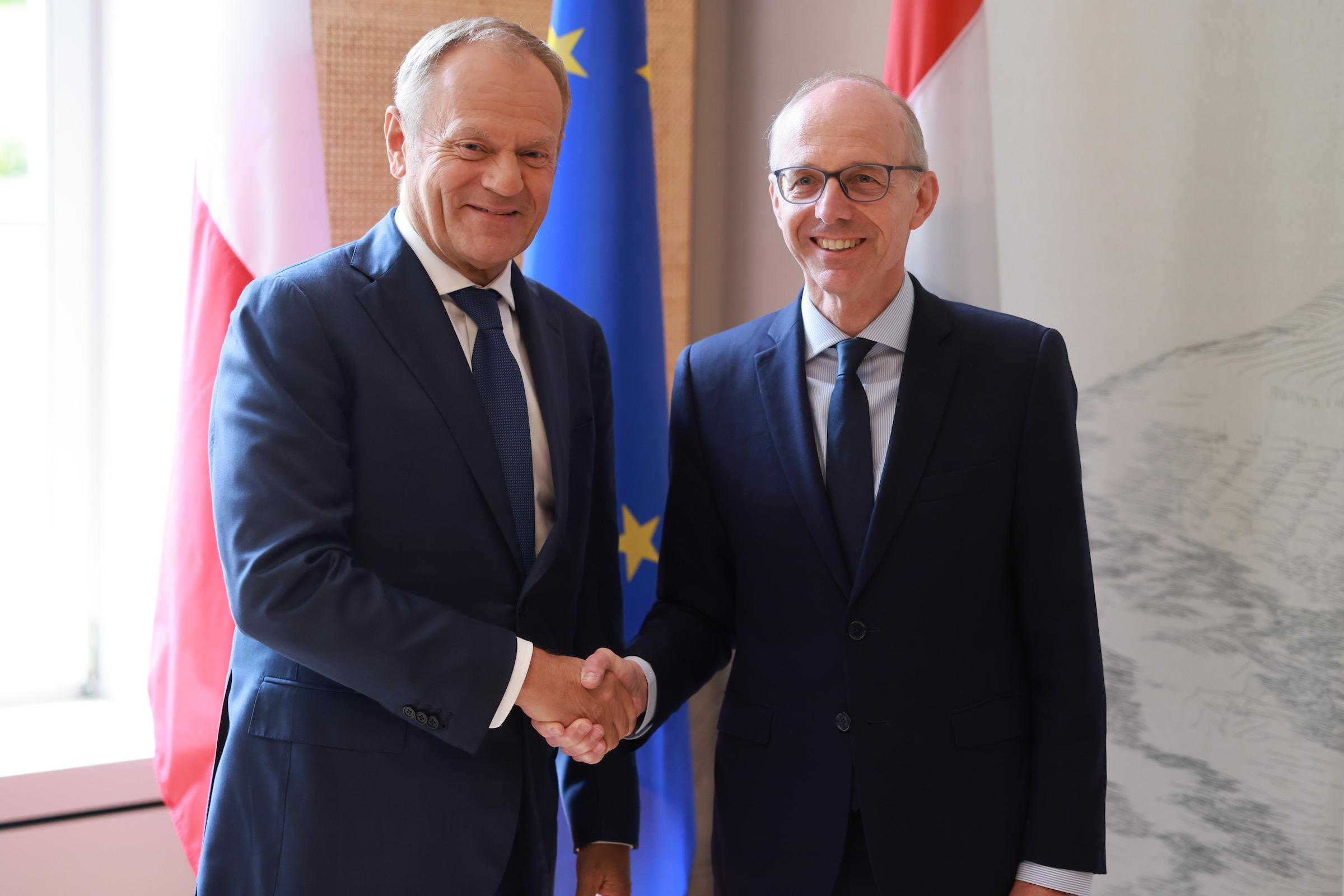
دوستی با دونالد توسک، نخست‌وزیر لهستان در ژوئن ۲۰۲۴.

فریدن به دنبال بازگشت به سیاست در سال ۲۰۲۳ اعلام کرد که از تمام فعالیت‌های حرفه ای خود استعفا خواهد داد. او به عنوان نامزد اصلی حزب مردم سوسیال مسیحی لوکزامبورگ (CSV) برای انتخابات سراسری ملی آتی در ماه اکتبر انتخاب شد.
او با ۲۹/۲۱ درصد آرا و ۲۱ کرسی در مجلس نمایندگان، حزب دموکرات مسیحی را به پیروزی در انتخابات رهبری کرد. از آنجایی که دولت دوم بتل اکثریت خود را از دست داد، فریدن توسط آنری دوک لوکزامبورگ برای تشکیل دولت در ۹ اکتبر سال ۲۰۲۳ دعوت شد. او مذاکرات ائتلاف بین CSV و حزب دموکرات (DP) را رهبری کرد و در ۱۷ نوامبر سال ۲۰۲۴ جانشین خاویر بتل به عنوان نخست‌وزیر شد.
در ۲۲ نوامبر ۲۰۲۳، فریدن برنامه دولت خود را برای دوره پارلمانی در مجلس نمایندگان ارائه کرد. بریدن نوار قرمز، دیجیتالی شدن و نوسازی سه مفهوم اصلی بودند که در طول سخنرانی فریدن برجسته بودند. اولویت‌های او شامل استخدام گسترده افسران پلیس و توسعه نظارت تصویری، تصویب اصلاحات مالیاتی و افزایش نقش بخش خصوصی در مراقبت‌های بهداشتی است.
اولین دیدار خارجی فریدن از اولاف شولتس صدر اعظم وقت آلمان ۸ ژانویه ۲۰۲۴ بود، در میان اعتراضات خشونت‌آمیز کشاورزان آلمانی. در ۱۶ ژانویه ۲۰۲۴، مجله خبری پولیتیکو مقاله ای را منتشر کرد که در آن فریدن قصد خود را برای ایجاد رابطه بهتر با ویکتور اوربان و دیدار با وی، علیرغم مخالفتش با حمایت اتحادیه اروپا از اوکراین، اعلام کرد. این منجر به انتقاد شد و فریدن اظهار داشت که به اشتباه از او نقل قول شده است. '
در فوریه ۲۰۲۴ فریدن به پاریس سفر کرد، جایی که امانوئل مکرون در حال برگزاری نشست اضطراری دربارهٔ وضعیت اوکراین بود، زیرا آنها از دست دادن آودیوکا متحمل شده بودند. پیتر فیالا، نخست‌وزیر چک پیشنهاد خرید ۵۰۰٬۰۰۰ گلوله توپخانه برای نیروهای ولودیمیر زلنسکی را داد.
در مارس ۲۰۲۱ در اجلاس انرژی هسته‌ای ۲۰۲۴ در بروکسل، فریدن اعلام کرد که برای انرژی هسته‌ای باز است و اجماع ملی عمدتاً برگزار شده را شکست. لوکزامبورگ رآکتور هسته ای نمی‌ساخت و همچنان با کشورهای همسایه لابی می‌کرد تا رآکتورهای خود را در نزدیکی دوک بزرگ ببندند، اما او به سایر کشورها دیکته نمی‌کرد که چگونه از سوخت‌های فسیلی عبور کنند. فریدن تأکید کرد که تحقیق در مورد فن آوری‌های جدید هسته ای از نظر او مهم است. این موضع با انبوهی از انتقادات در داخل لوکزامبورگ مواجه شد، از سازمان‌های غیردولتی محیط زیست گرفته تا تقریباً همه احزاب. خاطرنشان شد که سرژ ویلمز، وزیر محیط زیست و همچنین عضو CSV فریدن، موضع ضد هسته ای لوکزامبورگ را در همان روز تأیید کرد. در کمیسیون محیط زیست اتاق نمایندگان، فریدن موضع خود را در مارس ۲۰۲۴ توضیح داد، که به‌طور گسترده به عنوان عقب‌نشینی از اظهارات وی در بروکسل تلقی شد و به عنوان ناهماهنگ و خودسرانه مورد انتقاد قرار گرفت.

## سایر فعالیت‌ها

### سازمان‌های غیرانتفاعی
- کمیسیون سه جانبه، عضو گروه اروپایی

## انتقاد
در سال ۲۰۱۳، گروه حمایت از سرمایه‌گذاران لوکزامبورگ ProtInvest نامه‌ای به میشل بارنیه، کمیسر اروپا برای بازار داخلی ارسال کرد که در آن از تصمیم فریدن برای انتصاب مشاور ارشد خود سارا خبیرپور برای هیئت مدیره CSSF، تنظیم‌کننده مالی کشور انتقاد کرد.
در طول مبارزات انتخاباتی برای انتخابات عمومی در اکتبر سال ۲۰۲۳، ماکس لنرز، سیاستمدار LSAP، جزوه‌ای ۸۰ صفحه‌ای دربارهٔ گذشته سیاسی فریدن منتشر کرد که در آن اخراج افراد زیر سن قانونی تحت حکومت او به عنوان وزیر دادگستری، دیدگاه‌های او در مورد قوانین کار، ساعات کار و حقوق بازنشستگی و همچنین تاثیراتش در احکام مالیاتی که توسط لولون فاش نشده بود، مورد انتقاد قرار داد.